# 多萝西·L·塞耶斯
多萝西·利·塞耶斯（Dorothy Leigh Sayers，1893年6月13日—1957年12月17日）是一位英國文學作家、詩人、文學翻譯家以及神學評論家。

## 生平

### 早年生活和教育
塞耶斯於1893年6月13日出生於牛津，她是家裏的獨生女兒。母親海倫·瑪麗·萊（Helen Mary Leigh）出生於一個富裕家庭，父親亨利·塞耶斯（Henry Sayers）是牛津基督教堂的牧師，也是“基督教大教堂學校”的校長。在塞耶斯六歲時，她的父親開始教她拉丁文，那時，她的父親被任命爲亨廷登郡教區的牧師，全家住在附近的一個叫布朗蒂什姆的小村莊，塞耶斯在那裏長大。流經村莊的大烏茲河和沼澤交匯在一起，村裏優雅的攝政風格教堂比鄰著教堂墓園，他的父親修復了教堂的大鐘之後，教堂響起了鐘聲，這一切都使幼小的塞耶斯萌生了靈感。
自1909年起，塞耶斯在位於索爾茲伯里的一所叫做“戈多芬學校”的寄宿學校上學。
1912年塞耶斯獲得了吉爾克利斯特現代語言獎學金（Gilchrist Scholarship）前往牛津大學薩默維爾學院學習。在那裏，她學習了現代語言學和中世紀文學，並在1915年以優秀榮譽畢業。但在當時女性諸方面權利還得不到承認情況下，校方沒有授予她學位，但她繼續在學校深造，直到1920年以碩士學位從牛津大學畢業。

### 寫作生涯

#### 文學創作
還在牛津大學就讀時，她就於1916年出版了第一部詩集，名爲《OL.I》，由布萊威爾克出版社出版。1918年又出版了第二部詩集《天主教故事和基督徒的歌曲》(Catholic Tales and Christian Songs)。
偵探小説是她的文學作品中的重要組成部分。塞耶斯在1920年至1921年期間，開始構思她的第一部偵探小説《誰的屍體》（Whose Body?）。小説中的偵探彼得·溫西勛爵（Lord Peter Wimsey）後來成爲她的偵探系列小説的主角，她筆下的彼得·溫西勛爵從一個玩世不恭的濶少爺，最後成爲了一個無所不能、出神入化的偵探，並成爲了塞耶斯心目中的理想人物。在1930年出版的第五部小説《烈性毒藥》中，女偵探小説家哈莉特·維恩（Harriet Vane）第一次登場，也可以說塞耶斯將自己本人融入到了哈莉特身上，在之後的系列小説中，塞耶斯多次安排了哈莉特·維恩與彼得·溫西勛爵搭檔共同破案。她最後一部描寫彼得·溫西和哈莉特·維恩共同破案的偵探小説是《權力寶座》（Thrones, Dominations），在這部小説的結尾，哈莉特接受了溫西的求婚。兩人終成眷屬。然而塞耶斯并沒有完成這部小説，但是留下了草稿筆記，後來經過英國文學家吉爾·巴頓·沃許的重新整理之後於1998年發表。塞耶斯的系列偵探推理小説的發表直到1939年，在這之後，她的寫作從偵探小説轉到其他方面。
塞耶斯在1922年至1931年期間，在本森廣告公司擔任撰稿人。她的同事阿爾伯特·亨利·羅斯（1881-1950）（文學筆名：弗蘭克·莫里森/Frank Morison）的暢銷書《誰動了石頭？》（Who Moved the Stone? ），以基督教辯證法探討了耶穌受審、受難以及復活，他的觀點影響了塞耶斯在1943年發表的劇本《生者為王》，這是一部將基督教福音與戲劇結合起來的一部文學作品。對這個劇本，美國作家塞爾登·瓦諾肯評價道：這部劇使福音書變得生動起來，她筆下的耶穌能讓你熱淚盈眶，你會被一種强有力的體驗所感動。

#### 宗教方面著作
塞耶斯自小受基督教的熏陶，她發表了很多宗教方面的書籍。1940年她發表了《教義？還是混亂？》一書。這本書以《使徒信經》、《尼西亞信經》和《亞他那修信經》為基礎，對基督教基本歷史教義進行了重述。塞耶斯認爲，“無教義的基督教”不僅無法做到且危險，如果及基督徒不沉浸在教義中，那麽基督教信仰以及信仰之外的世界將陷入混亂。
1941年她出版了《造物主的心》（The Mind of the Maker） 。美國作家馬德琳·恩格爾對這本書的評價是：塞耶斯不僅是小説作家和劇作家，也是一位敏銳的神學家。她對基督教教義提出了新觀點，重新審視了上帝、三位一體、自由意志和邪惡等觀念。她在上帝造物和人類創造之間的相似之處找到了關鍵點。

#### 文學翻譯作品
作爲文學翻譯作品，她於1949年對但丁的《神曲》重新做了英文翻譯，《神曲》的英譯版自1782年開始就有多種不同的英文譯本出現。她翻譯的《神曲》（地獄篇）英文版於1955年出版，《神曲》（天堂篇）在她去世時候尚未完成，她的未竟之作由英國的意大利語研究學者芭芭拉·雷諾兹於1962年完成。

#### 語言修辭邏輯
1947年，她在牛津大學發表了《失落的學習工具》的演講文章，它將中世紀的三個修學科目（語法、邏輯和修辭）作爲工具用以掌握和分析其他所有科目。這篇文章後來被美國很多學校用於古典教育的基礎。

### 婚姻生活
1920年，塞耶斯與猶太裔俄國移民的意象派詩人約翰·庫諾斯開始了一段熱戀，後者活躍在倫敦文學界，但是因爲宗教信仰和其他方面原因，兩人最終分手。但是塞耶斯與庫諾斯的這段交往經歷，成爲她後來出版的偵探系列小説中女主人公哈莉特·維恩（Harriet Vane）的構思基礎。
1923年，她與一位名叫威廉·比爾·懷特的人開始了交往，威廉·懷特是個有婦之夫，但卻對塞耶斯隱瞞了此事。直至塞耶斯懷孕之後，他才向塞耶斯吐露真情。後來，在威廉·懷特的夫人協助下，塞耶斯被安排在一家鄉間療養院分娩。1924年1月13日，時年30歲的塞耶斯生下了兒子約翰·安東尼（後來姓佛萊明），生產之後孩子交給她的姨媽和表妹照顧，并被家人和朋友當做她的侄子，約翰·安東尼後來由斯林普頓夫婦撫養長大。
塞耶斯後來結識了記者奥斯瓦爾德·阿瑟頓·弗萊明（Oswald Atherton Fleming）（1881-1950），後者離異并有兩個女兒，兩人於1926年4月13日在倫敦結婚。1935年，塞耶斯與丈夫收養了被別人撫養的兒子安東尼，並一直與兒子保持著良好的關係，爲他提供良好的教育，但並沒有向安東尼透露她的生母身份，直到安東尼後來申請護照時才得知塞耶斯與自己的真實關係。後來，安東尼獲得了牛津大學貝利奥爾學院獎學金，這令塞耶斯倍感驕傲。
1957年12月17日，塞耶斯因冠狀動脈血栓突然去世，享年64歲。她去世之後遺體被火化，骨灰被埋在她曾經多年擔任過教堂管理員的倫敦蘇荷區聖安妮教堂。

## 代表作

### 偵探系列小説

#### 长篇
- 《誰的屍體》Whose Body? (1923)
- 《證言疑雲》Clouds of Witness (1926)
- 《非自然死亡》/《非常死亡》 Unnatural Death (1927)
- 《貝羅那俱樂部的不快事件》 The Unpleasantness at the Bellona Club (1928)
- 《烈性毒藥》 Strong Poison (1930)
- 《五條紅鯡魚》 The Five Red Herrings (1931)
- 《失衡的時間》/《寻尸》 Have His Carcase (1932)
- 《謀殺也得做廣告》/《殺人廣告》 Murder Must Advertise (1933)
- 《九曲喪鐘》/《喪鍾九鳴》 The Nine Tailors (1934)
- 《俗麗之夜》/《校庆狂欢夜》 Gaudy Night (1935)
- 《沉默的乘客》 The Silent Passenger (1935)
- 《巴士司機的蜜月》 Busman's Honeymoon (1937)

#### 短篇集
- 《彼得勛爵查看屍體》 Lord Peter Views the Body (1928) (12篇短篇集)
- 《絞刑官的假日》 Hangman's Holiday (1933) (12篇短篇集,4篇關於彼得勛爵)
- 《以齒為證》In the Teeth of the Evidence(1939)

#### 生前未發表之作
- 《權力寶座》Thrones, Dominations（1998年）（吉爾·巴頓·沃許重新整理）

### 劇本
- 《生者為王》 The Man Born to Be King（1943）
- 《公正的復仇》 The Just Vengeance（1946）[18]

### 宗教著作
- 《教義？還是混亂？》 Creed or Chaos? （1940）
- 《造物主的心》 The Mind of the Maker （1941）

## 紀念地標
|  |  |